# نوكيا N92
نوكيا N92 هو أحد أجهزة نوكيا، شركة الهواتف والتقنية النقالة. يأتي هذا الجهاز مع شاشة نوعها 320 * 240 24-بت (16.7 مليون) لون. تم إصدار هذا الجهاز في 2007. أما بالنسبة لوضعية إنتاجه الحالية فلا يزال يُنتج. تقنيته/تردده هي GSM/UMTS. جيل الجهاز هو BB5.0. عامل الشكل (التصميم) للجهاز هو «صدفة المحار». الجهاز يحتوي على كامير نوعها: 2.0 ميغابيكسل.